# Gellert Hardi-Kovacs
Gellert Oliver Hardi-Kovacs, född 9 maj 1973 i Budapest, Ungern, är en ungersk-svensk forskare och författare av historiska fackböcker.

## Biografi
Gellert Hardi-Kovacs (fram till 2020 enbart Gellert Kovacs) kom till Sverige 1982 med sin mor och växte upp i förorten Östberga i södra Stockholm. Han utbildade sig till lärare i samhällskunskap och historia på Stockholms universitet, Lärarhögskolan i Stockholm samt University of Glasgow. Gellert Hardi-Kovacs bodde med vissa avbrott i Stockholm fram till 2021 då han flyttade med sin familj till Strängnäs. Han är gift och har två barn.
2008 erhöll Hardi-Kovacs ett större stipendium från Utrikesdepartementet för att forska kring Raoul Wallenbergs verksamhet i Ungern. Mellan juni och november 2009 forskade han i en rad arkiv i Budapest och fann uppgifter kring Wallenbergs kontaktnät som inte tidigare kartlagts. Forskningsrapporten arbetades sedan om till boken Skymning över Budapest. Boken blev starten för Hardi-Kovacs verksamhet som historisk forskare och författare av fackböcker. Boken har senare översatts till ungerska (2015) och engelska (2024).
Hardi-Kovacs har gett ut boken Sovjetskämt på det egna förlaget Gelko, en illustrerad bok om politisk humor i Sovjetunionen och kommunistländerna. Boken har översatts till engelska och tyska.
År 2022 gav han ut Hemligast av alla – C-byrån. Boken har uppmärksammats som en av de första sammanfattande böckerna kring svensk underrättelsetjänsts historia.
Under 2024 utkom Dark skies over Budapest, den engelska översättningen av Skymning över Budapest, samt Driva med Diktaturer. Den senare boken baseras på Sovjetskämt, men med till stora delar utökat innehåll vad gäller text och bilder, och har illustrerats med karikatyrer gjorda av Hardi-Kovacs. Han skrev samma år även en biografi över den ungerske antinazistiske motståndsmannen Géza Soos(hu) som gavs ut på ungerska och engelska.

## Övrig verksamhet
I september 2024 planerade och genomförde Hardi-Kovacs en konferens om Förintelsen i Ungern och de svenska hjälpaktionerna 1944–1945, i Judiska församlingens lokaler i Stockholm, tillsammans med historikerna Susanne Berger och Anders Blomqvist.
2017 upptäckte Hardi-Kovacs av en händelse de första rörliga bilderna på Raoul Wallenberg någonsin i ett inslag från SVT:s Kulturnyheterna.
Han har gett ett stort antal föreläsningar på exempelvis Försvarshögskolan, Armémuseum, ABF Stockholm, Sveriges Riksdag, svenska ambassaden i Budapest, ungerska ambassaden i Stockholm, Judiska församlingen i Stockholm, Förintelsemuseet i Budapest.
Han medverkade i TV4 Nyhetsmorgon den 17 januari 2025 om Raoul Wallenbergs försvinnande tillsammans med Ingrid Carlberg.

### Medverkan i antologier
- A 20 századi magyar protestáns közéletiség arcképcsarnoka. Antologi. (Porträttgalleri över 20:e århundradets ungerska protestantiska offentlighet) ISBN 9789635561568. Publicerad: Budapest, Gondolat Kiadó 2021.

- Ellenállók. ( Motståndsmän) Antologi över viktiga personligheter inom motståndsrörelsen i Ungern 1944-45. ISBN 9786155656569 Nemzeti Emlékezet Bizottsága, Budapest 2025.